# Кукавка (Люблінське воєводство)
Кукавка (пол. Kukawka) — село в Польщі, у гміні Войславичі Холмського повіту Люблінського воєводства.
Населення — 148 осіб (2011).
У 1975-1998 роках село належало до Холмського воєводства.

## Демографія
Демографічна структура станом на 31 березня 2011 року:
|          | Загалом | Допрацездатний вік | Працездатний вік | Постпрацездатний вік |
| -------- | ------- | ------------------ | ---------------- | -------------------- |
| Чоловіки | 72      | 9                  | 49               | 14                   |
| Жінки    | 76      | 8                  | 37               | 31                   |
| Разом    | 148     | 17                 | 86               | 45                   |